# Лобачівська сільська рада (Горохівський район)
Лобачі́вська сільська́ ра́да — адміністративно-територіальна одиниця та орган місцевого самоврядування в Горохівському районі Волинської області. Адміністративний центр — село Лобачівка.

## Загальні відомості
- Територія ради: 2,575 км²
- Населення ради: 1426 осіб (станом на 2001 рік). Кількість дворів — 396.
- Територією ради протікає річка Липа

## Населені пункти
Сільраді підпорядковані населені пункти:
- с. Лобачівка
- с. Волиця-Лобачівська
- с. Колмів

## Населення
Згідно з переписом УРСР 1989 року чисельність наявного населення сільської ради становила 1477 осіб, з яких 662 чоловіки та 815 жінок.
За переписом населення України 2001 року в сільській раді мешкало 1419 осіб.

### Мова
Розподіл населення за рідною мовою за даними перепису 2001 року:
| Мова       | Відсоток |
| ---------- | -------- |
| українська | 99,02 %  |
| російська  | 0,77 %   |
| вірменська | 0,07 %   |
| молдовська | 0,07 %   |
| угорська   | 0,07 %   |

## Господарська діяльність
В Лобачівській сільській раді працює 3 школи: 2 початкові і 1 середня, будинок культури, бібліотека, 1 дитячий садок, 3 медичні заклади, 1 відділення зв'язку, 3 АТС на 148 номери, 10 торговельних закладів. Наявне проводове радіомовлення.
На території сільської ради працює Лобачівський цегельний завод (ПП «Люкс»), що виробляє керамічну цеглу з суглинків Лобачівського родовища.
По території сільської ради проходить Т 0302.

## Склад ради
Рада складається з 12 депутатів та голови.
- Голова ради: Забуський Святослав Володимирович
- Секретар ради: Наконечна Жанна Олександрівна

### Керівний склад попередніх скликань
| Прізвище, ім'я, по батькові       | Основні відомості                                                 | Дата обрання | Дата звільнення |
| --------------------------------- | ----------------------------------------------------------------- | ------------ | --------------- |
| Забузький Святослав Володимирович | Сільський голова, 1971 року народження                            | 26.03.2006   | 31.10.2010      |
| Забуський Святослав Володимирович | Сільський голова, 1971 року народження, освіта вища, безпартійний | 31.10.2010   | 25.10.2015      |
| Забуський Святослав Володимирович | Сільський голова, 1971 року народження, освіта вища, безпартійний | 25.10.2015   |                 |

Примітка: таблиця складена за даними сайту Верховної Ради України та ЦВК

### Депутати VII скликання
За результатами місцевих виборів 2015 року депутатами ради стали:

#### За суб'єктами висування
| Суб'єкт висування      | Кількість обраних депутатів | %     |
| ---------------------- | --------------------------- | ----- |
| Самовисування          | 10                          | 83.33 |
| Аграрна партія України | 2                           | 16.67 |

#### За округами
| № округу | Прізвище, ім'я, по батькові      | Ким висунуто           | Дата нар.  | Освіта              | Партійна приналежність | Відомості                                 |
| -------- | -------------------------------- | ---------------------- | ---------- | ------------------- | ---------------------- | ----------------------------------------- |
| 1        | Лясоха Валентина Володимирівна   | Самовисування          | 15.01.1984 | професійно-технічна | безпартійна            | ДНЗ «Сонечко», завідувач                  |
| 2        | Пушкаш Олександр Йосипович       | Аграрна партія України | 25.10.1969 | загальна середня    | безпартійний           | Лобачівська ЗОШ І-ІІІ ст.., кочегар       |
| 3        | Шепшелей Олександр Анатолійович  | Самовисування          | 29.01.1971 | вища                | безпартійний           | Лобачівська ЗОШ І-ІІІ ст., вчитель        |
| 4        | Рубаха Сергій Федорович          | Аграрна партія України | 05.07.1973 | професійно-технічна | безпартійний           | Магазин, підприємець                      |
| 5        | Шевчук Світлана Василівна        | Самовисування          | 30.04.1973 | професійно-технічна | безпартійна            | Лобачівська сільська рада, землевпорядник |
| 6        | Корнейко Андрій Михайлович       | Самовисування          | 06.09.1963 | вища                | безпартійний           | НД «Просвіта», художній керівник          |
| 7        | Наконечна Жанна Олександрівна    | Самовисування          | 19.02.1971 | професійно-технічна | безпартійна            | Лобачівська сільська рада, секретар       |
| 8        | Гнатюк Олександр Васильович      | Самовисування          | 18.09.1983 | загальна середня    | безпартійний           | Не працює                                 |
| 9        | Лавренюк Євгенія Василівна       | Самовисування          | 12.10.1949 | професійно-технічна | безпартійна            | ФАП, завідувач                            |
| 10       | Бондарчук Зінаїда Михайлівна     | Самовисування          | 11.01.1969 | професійно-технічна | безпартійна            | ФГ «Бистровиця», доярка                   |
| 11       | Ковтонюк Олександр Володимирович | Самовисування          | 18.08.1961 | загальна середня    | безпартійний           | Не працює                                 |
| 12       | Мороз Микола Зіновійович         | Самовисування          | 20.09.1983 | професійно-технічна | безпартійний           | Не працює                                 |